# Remco Boere
Pour les articles homonymes, voir Boere.
Remco Ernest Jan Boere était un footballeur néerlandais né le 29 octobre 1961 à Rotterdam. Il évoluait au poste d'attaquant.
Il a joué 61 matchs et inscrit 24 buts en 1re division néerlandaise.

## Carrière
- 1981-1982 : Excelsior Rotterdam  Pays-Bas
- 1982-1983 : Roda JC  Pays-Bas
- 1983-1984 : Vitesse Arnhem  Pays-Bas
- 1984-1985 : Cambuur Leeuwarden  Pays-Bas
- 1985-1988 : ADO La Haye  Pays-Bas
- 1988-1989 : KAA La Gantoise  Belgique
- 1989-1991 : Iraklis Salonique  Grèce
- 1991-1992 : Gil Vicente FC  Portugal
- 1992-1996 : FC Zwolle  Pays-Bas[1]